# M’Naghten-szabály
A M'Naghten-elv megállapítja, hogy a vádlott beszámíthatatlanság miatt akkor nem büntethető, ha a cselekvény elkövetésének pillanatában olyan súlyosan zavart volt, hogy nem tudta, hogy mit tesz, vagy ha tudta, akkor nem volt képes megítélni, hogy amit tesz az rossz.
Ezt az elvet átvették az USA-ban is, és a törvényes beszámíthatóság megítélésének alapjául szolgált, hogy valaki képes-e jó és rossz között különbséget tenni. Néhány államban kiegészítették a fékezhetetlen impulzus doktrínájával, amely elismeri, hogy van olyan elmebeteg, aki nagyon jól tudja, hogy valamely cselekedet jó vagy rossz, de képtelen a cselekedeteit irányítani.

## Amerikai Jogi Intézeti elv (1970)
"Egy személy nem vonható felelősségre, ha a törvénybe ütköző cselekmény elkövetése pillanatában elmebeli állapota, betegsége vagy fogyatékossága miatt jelentősen csökkent az a képessége, hogy elismerje viselkedésének helytelenségét, illetve hogy viselkedését a törvénynek megfelelően irányítsa." 
A jelentősen kifejezés arra utal, hogy a képesség csökkenésének a felmentéshez el kell érnie egy bizonyos mértéket, ugyanakkor nem szükséges hozzá a képesség teljes hiánya.

## Merénylet utáni vita
1981-ben merényletet követtek el Reagan elnök ellen. John Hinckleyt a merényletet megkísérlőt beszámíthatatlanságra hivatkozva felmentették a vádak alól. Erre volt válasz az Amerikai Egyesült Államok Kongresszusának "Beszámíthatatlanságra hivatkozás reformja" (1984), amelynek kitételei megnehezítik a vádlottak számára a törvényes felelősségre vonás alóli kibújást.
pl. A "jelentősen csökkent a képessége, hogy elismerje" formulát a "nem képes annak elismerésére" változtatta.

## A bíróságok mai álláspontja
A bíróságok ma már csak akkor teszik lehetővé a bűnös, de elmebeteg elítélését, amikor súlyos gondolkodási vagy hangulati zavarok befolyásolhatták a vádlottat a bűntett elkövetése idején, jelentősen károsítva mind az ítélőképességét, viselkedését és valóságfelismerését, mind a hétköznapi élet követelményeinek teljesítményét.